# Afghan Republican Air Force
L'Afghan Republican Air Force è stata l'aeronautica militare della Repubblica Democratica dell'Afghanistan dal 1983 al 1992 durante l'Invasione sovietica dell'Afghanistan

## Storia
Negli anni ottanta i Sovietici istituirono la "Aeronautica Militare della Repubblica Democratica dell'Afghanistan" che sostituì la Afghan Republic Air Force, inizialmente nel tentativo di sconfiggere l'insurrezione dei forze guidate dai mujahideen, in seguito, verso la fine del decennio, nella speranza che una forte componente aerea afgana potesse difendere il governo filo-sovietico di Najibullah.
Nel 1985/86 l'Aeronautica poteva disporre di circa 7.000 effettivi, comprensivi del personale dell'Air Defence Command. Poteva disporre di circa 150 velivoli, per lo più vecchia aerei che l'URSS fornì all'Afghanistan di diversi tipi. Poteva contare su quattro Squadron da caccia con 50 MiG-17 “Fresco-C”; tre Squadron di intercettori con 40 MiG-21”Fishbed”; due Squadron da attacco al suolo su 25 Sukhoi Su-25B “Fitter-A”; uno Squadron da attacco con 12 monoposto Sukhoi Su-17 “Fitter-C”. Inoltre c'erano tre Squadron da bombardamento leggero con un totale di 20 Ilyushin Il-28 “Beagle”, e un quantitativo di 15 aerei da trasporto Antonov An-26 “Curl”. Poteva disporre di 30 elicotteri dei tipi Mil Mi-24, Mi-4 e Mi-8. C'erano inoltre velivoli da addestramento e ricognizione aerea.
L'Air Defence Command era stato dotato inoltre di armi antiaeree e missili superficie-aria. Oltre a questa componente si devono aggiungere circa 5.000 "consiglieri militari" provenienti da paesi come la Cecoslovacchia e Cuba, oltre a personale sovietico, in quanto il livello di addestramento dei piloti afghani era molto basso, e velivoli più impegnativi e sofisticati dovevano essere pilotati da personale competente. Comunque un certo numero di piloti afghani riuscì a compiere un intenso addestramento su elicotteri da attacco Mil Mi-24
Quindi tra gli anni ottanta e l'inizio degli anni novanta, l'Aeronautica afghana poteva disporre di un grosso quantitativo aereo, ed i Paesi confinanti nutrivano seri dubbi e paure nei confronti dell'Afghanistan, che in quel periodo poteva contare su ben 7.000 effettivi e 5.000 “consulenti” stranieri. Nel momento migliore poteva disporre di ben 240 aerei da combattimento ad ala fissa (caccia, cacciabombardieri e da attacco), 150 elicotteri e probabilmente più di 40 Antonov (di vari modelli) da trasporto.
Verso la metà del conflitto in Afghanistan, l'aeronautica poteva disporre dei seguenti velivoli:
90 intercettori MiG-17 - un Reggimento di MiG-17 e MiG-19 era basato a Mazar-i-Sharif nel 1990; 45 intercettori MiG-21 - nel 1990, tre Squadron erano basati sulla Bagram Air Base;
60 cacciabombardieri Sukhoi Su-7 (48, Sukhoi Su-7BM, e 12 Sukhoy Su-7UM biposto) che equipaggiavano due Squadron da bombardamento al suolo/cacciabombardamento sulla Shindand Airbase; 
45 bombardieri leggeri Ilyushin Il-28;
150 elicotteri Mi-8 e Mi-24; 
Inoltre più di 40 Antonov An-24, An-26 ed An-2.
All'inizio degli anni novanta, l'Aeronautica Afghana poteva disporre di 12 Squadron da combattimento, per un totale di 126 aerei (MiG-21, Sukhoi Su-7, Sukhoi Su-20, Sukhoi Su-22 ed alcuni Ilyushin). Inoltre alcuni Antonov An-12 da trasporto vennero dotati di dispositivi portabombe, potendo portare un carico di 38 bombe da 250 kg. I cinque Squadron da trasporto erano dotati complessivamente di 60 aerei (An-12, An-26, An-32 e Yak-40), mentre circa 10 elicotteri da trasporto (Mi-8 e Mi-17) e 14 da combattimento (Mi-24) erano inquadrati in 9 Squadron.
Con il crollo del regime comunista filo-sovietico (aprile 1992) fu sostituita dall'Air Defense Force of the Islamic State of Afghanistan, e tutto l'apparato aereo ne risentì profondamente. Entro breve la maggior parte dei velivoli vennero abbandonati a causa della mancanza di pezzi di ricambio e manutenzione, oltre ad essere oggetto di "preda bellica" da parte delle diverse fazioni rivoluzionare del Paese.

## Organizzazione
Nel 1991 le cifre riguardanti il materiale aeronautico erano le seguenti:
- 40+ Mikoyan-Gurevich MiG-21/MiG-21bis Fishbed
- 40+ Mikoyan-Gurevich MiG-23
- 20/30 Mikoyan-Gurevich MiG-17F
- 15 Sukhoi Su-17
- 20 Sukhoi Su-22BM
- 10 Aero L-39C Albatross
- 58 Mil Mi-24A/D/E/F Hind.

Inoltre erano stati ordinati 15 Sukhoi Su-25K e 15 Sukhoi Su-24MK, da consegnare entro breve, e in definizione un contratto di fornitura per alcuni caccia da superiorità aerea Mikoyan-Gurevich MiG-29 Fulcrum.